# یواس‌اس پیکت (ای‌سی‌ام-۸)
یواس‌اس پیکت (ای‌سی‌ام-۸) (به انگلیسی: USS Picket (ACM-8)) یک کشتی است که طول آن ۱۸۸ فوت ۲ اینچ (۵۷٫۳۵ متر) می‌باشد. این کشتی در سال ۱۹۴۲ ساخته شد.